# NGC 240
NGC 240은 물고기자리에 위치한 렌즈형 은하 또는 나선 은하이다. 1886년 10월 22일, 미국인 천문학자 Lewis Swift에 의해 발견되었다.